# Plesná (przystanek kolejowy)
Plesná – przystanek kolejowy w Plesná, w kraju karlowarskim, w Czechach. Znajduje się na wysokości 545 m n.p.m.
Jest zarządzany przez Správę železnic. Na przystanku nie ma możliwości zakupu biletów, a obsługa podróżnych odbywa się w pociągu.

## Linie kolejowe
- 147 Plauen – Cheb